# Muntanyes de Cindrel

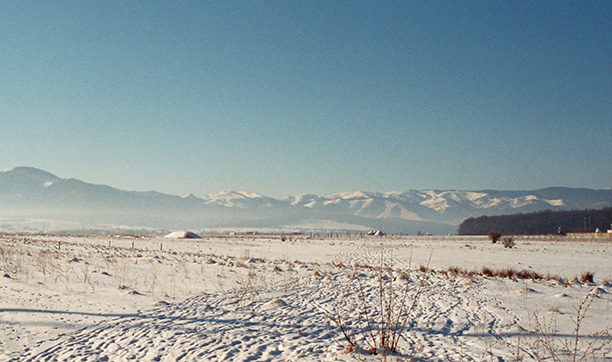
Els cims nevats de les muntanyes Cindrel vistos des de Sibiu

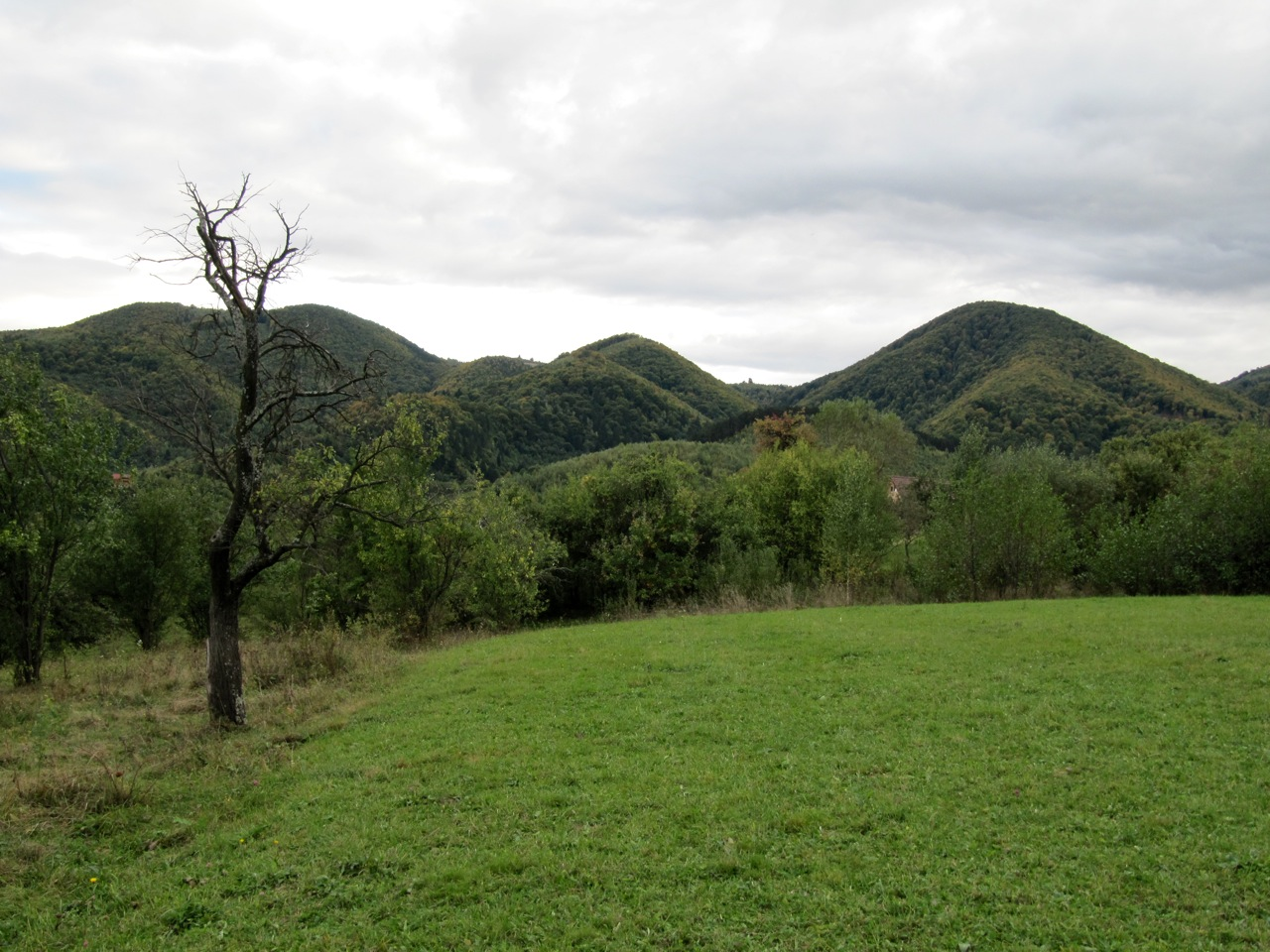
Vista de les muntanyes Cindrel

Les muntanyes Cindrel (també conegudes comcom antanyes Cândrel, muntanyes Cibin o alps de Szeben) són un grup de muntanyes del centre de Romania al centre dels Carpats del Sud, al nord-est del grup de les muntanyes Parâng.
Des de l'altiplà de Transsilvània, amb altures d'entre 200 i 400 metres, al nord i a l'est, les altures creixen bruscament a través d'una zona de valls profundes d'uns 900 m a la vora del massís on es troben alguns pobles. Les altures continuen creixent lentament cap al cim més alt, el pic Cindrel, a 2.244 m. Només dos altres pics de la serralada s'eleven per sobre dels 2000 metres: Balandrul Mare 2.210 m. i Starpului 2.146 m.
El mont Cindrel va ser el lloc de la Batalla del Mont Csindrel de la Primera Guerra Mundial, formava part de la batalla de Transsilvània del 1916.
Com que el massís és de fàcil accés, la zona etnogràfica Mărginimea Sibiului s'ha format al voltant de la muntanya, tenint com a ocupació principal la ramaderia ovina i la fusta. Als rius Cibin i Sadu es van construir preses i centrals hidroelèctriques, sent la més antiga la de Sadu el 1896. El complex Păltiniș està situat a mig camí entre el poble de Rășinari i el pic de Cindrel, amb hotels, xalets i una pista d'esquí. El complex s'ha desenvolupat al voltant d'un petit monestir en què el filòsof romanès Constantin Noica va passar l'última part de la seva vida.
El riu principal que flueix de la muntanya és el riu Cibin, que recull la majoria dels altres rius menors. Entre les muntanyes Cindrel i l'altiplà de Transsilvània, el riu forma una àmplia depressió: la Depressió de Sibiu, en la qual es troba la principal ciutat de la zona, Sibiu. S'hi troba la regió etnogràfica coneguda com a Mărginimea Sibiului.